# Plaine (Fluss)
Die Plaine ist ein gut 34 km langer, rechter Nebenfluss der Meurthe in der Region Grand Est. Sie durchfließt die französischen Départements Bas-Rhin, Vosges und Meurthe-et-Moselle.

## Geographie

### Verlauf
Die Plaine entspringt nördlich des Donon in einer Höhe von 750 m bei Grandfontaine.
Der Lauf des Flusses ist im Allgemeinen von Nordosten nach Südwesten ausgerichtet. Er bildet dabei auf nahezu seine ganzen Länge die Grenze zwischen den Départements Meurthe-et-Moselle und Vosges.  Er durchfließt dabei Raon-lès-Leau, Raon-sur-Plaine, Luvigny, Vexaincourt, Bionville, Allarmont, Celles-sur-Plaine und Raon-l’Étape.
Die Plaine mündet schließlich als rechter Nebenfluss bei Raon-l’Étape in die Meurthe. Der Fluss gab der ehemaligen Communauté de communes de la Vallée de la Plaine ihren Namen, unter der neun Gemeinden in den beiden Départements zusammengeschlossen waren. Das Durchschnittsgefälle liegt bei 1,62 %, wobei das Gefälle der einzelnen Abschnitte des Flusses sehr unterschiedlich ist:
| Abschnitt                    | Länge  | Höhe (oben) | Höhe (unten) | Höhen- unterschied | Durchschn. Gefälle |
| ---------------------------- | ------ | ----------- | ------------ | ------------------ | ------------------ |
| Quelle–Raon-sur-Plaine       | 5625 m | 755 m       | 435 m        | 320 m              | 5,69 %             |
| Raon-sur-Plaine–Luvigny      | 2250 m | 435 m       | 400 m        | 35 m               | 1,56 %             |
| Luvigny–Vexaincourt          | 2425 m | 400 m       | 390 m        | 10 m               | 0,41 %             |
| Vexaincourt–Allarmont        | 2750 m | 390 m       | 346 m        | 44 m               | 1,60 %             |
| Allarmont–Celles-sur-Plaine  | 6250 m | 346 m       | 315 m        | 31 m               | 0,50 %             |
| Celles-sur-Plaine–La Trouche | 6125 m | 315 m       | 300 m        | 15 m               | 0,24 %             |
| La Trouche–Raon-l'Etape      | 3800 m | 300 m       | 281 m        | 19 m               | 0,50 %             |

### Nebengewässer
Zu den wichtigsten Zuflüssen gehören, von der Quelle zu Mündung:
- auf dem linken Ufer
  - Goudiots
  - Ruisseau de la Maix
  - Ruisseau de Ménombru
  - Ruisseau de la Sciotte
    - Ruisseau de la Haute Sciotte
    - Grand Goutty

  - Ruisseau de Grand Roué
    - Fontaine[3] de Riangoutte
    - Fontaine du Coquin
    - Fontaine des Boeufs
    - Fontaine de Letté

  - Ruisseau de Benameix
  - Ruisseau de Derzonnier
    - Fontaine des Chevreuils
    - Fontaine des Oiseaux
    - Fontaine du Pré Cerisier
- auf dem rechten Ufer
  - Ruisseau de Requival
  - Ruisseau de Rambiroche
  - Ruisseau du col de la Borne
  - Ruisseau de la Chapelotte
  - Ruisseau du Haut des Planches
  - Ruisseau de Chararupt
  - Ruisseau du Vieux Pré
  - Ruisseau de Vohné
  - Ruisseau de la Forge Évrard
  - Ruisseau du Charmois

### Stauseen
In der Nähe von Celles-sur-Plaine befindet sich der Lac de la Plaine, ein Stausee mit einer Fläche von 29 Hektar und der noch etwas größere Lac de Pierre-Percée, die 1983 von EDF in Betrieb genommen wurden.

## Hydrologie
Die Plaine ist ein ständiger Fluss, wie die meisten Wasserläufe in den Vogesen. Der Abfluss des Flusses wird seit 1970 etwas oberhalb seiner Mündung in Raon-l’Étape gemessen, womit ein Einzugsgebiet von 116 km² berücksichtigt wird, also mehr als 90 % des gesamten Einzugsgebietes von 127 km². Die durchschnittliche Abflussmenge beträgt an dieser Messstation 2,25 m³/s.
Diese Abflussmenge ist jahreszeitlichen Schwankungen unterworfen. Die höchsten Werte treten vom Herbst bis ins Frühjahr auf und liegen zwischen 2,36 und 3,12 m³/s; der Höchstwert wird im Februar erreicht. Die Werte gehen dann kontinuierlich zurück und erreichen ihren Tiefstwert im September mit 1,47 m³/s. Die Schwankungen können jedoch in einzelnen Jahren durchaus extremer ausfallen.
Durchschnittliche Abflussmenge (in m³/s) pro Monat (1970–2008)
Die dreitägige Mindestabflussmenge kann auf 0,4 m³/s fallen, das heißt die über drei aufeinanderfolgende Tage ermittelte durchschnittliche Abflussmenge sinkt nicht unter 400 l/s.
Hochwasser können, bedingt durch die Enge des Tals, recht kräftig ausfallen. Für zwei- und fünfjährige Hochwasser liegt der Durchfluss bei 12 m³/s bzw. 17 m³/s. Hochwasser mit einer zehnjährigen Wiederkehrwahrscheinlichkeit erreichen eine Abflussmenge von 20 m³/s und bei statistisch im Laufe von zwanzig Jahren wiederkehrenden Hochwassern liegt der Wert bei 23 m³/s. Das hydrologische Amt berechnete die Abflussmenge eines Hochwassers, dass im Schnitt alle 50 Jahre wiederkehrt, mit 26 m³/s. Diese Werte tragen wesentlich zu den Werten der Meurthe bei und erreichen zwei Drittel der Werte des Madon, einem anderen Nebenfluss der Meurthe.
Die höchste im Beobachtungszeitraum gemessene Abflussmenge liegt bei 31,4 m³/s und trat am 26. Mai 1983 auf; an diesem Tag wurde mit 29 m³/s auch der höchste Durchsatz im Tagesdurchschnitt erreicht. Der Vergleich mit den schon genannten durchschnittlichen Abflussmengen zeigt die Außergewöhnlichkeit dieses individuellen Hochwassers.
Die Plaine ist ein Fluss, dessen Größe vielen Flüssen im Einzugsgebiet der Mosel entspricht. Der jährliche Abflussbeiwert beläuft sich auf 613 mm, was doppelt so hoch ist wie der Durchschnitt aller hydrologischen Einzugsgebiete in Frankreich und auch der Mosel in Hauconcourt bei Metz (445 mm) sowie der Meurthe bei Nancy (425 mm). Der Direktabfluss beträgt 19,4 l/s pro Quadratkilometer des Beckens.
Seit dem Bau der Staumauer Vieux Pré wird der Abfluss der Plaine reguliert, um in Trockenperioden über Meurthe und Mosel zur Kühlung des Kernkraftwerks Cattenom beizutragen, wie dies etwa 2003 der Fall war. Dadurch wird die Abflussmenge des Flusses zeitweise erheblich beeinflusst.

## Natur und Umwelt

### Wasserqualität
Die Agence de l’eau Rhin-Meus, die für das Einzugsgebiet der Plaine zuständig ist, analysierte 2006 das Wasser des Flusses bei Raon-l’Étape und beurteilt die Qualität als « bonne » (Kategorie 1B). Während der Jahre zwischen 1990 und 2006 wurde die Wasserqualität stets als « bonne » oder « très bonne » beurteilt. 2006 hat man einen leicht erhöhten Wert an Ammoniumionen (NH4)festgestellt. Die Sauerstoffsättigung beträgt 89 % oder 8,8 mg/l und ist damit durchaus zufriedenstellend.

### Fische
Die Plaine ist auf ihrer vollen Länge als Wasserlauf der ersten Kategorie eingestuft. Sie wird als Forellengewässer bezeichnet. Man trifft Bachforellen, Äschen und Karpfenfische an. Im Lac de la Plaine und anderen Stillgewässern des Einzugsgebietes finden sich auch Hechte, Barsche und Regenbogenforellen.

## Geschichte
Die Plaine durchquert die alte Grafschaft Salm; bei der Teilung in eine Grafschaft im Herzogtum Lothringen und das Fürstentum Salm-Salm 1751 diente sie als Grenze. Das linke Ufer wurde lothringisch und damit französisch, während das rechte Ufer Bestandteil des Heiligen Römischen Reiches wurde. Noch heute bildet der Fluss die Grenze zwischen den Départements Meurthe-et-Moselle und Vosges.